# مایکل کالوی
مایکل کالوی (انگلیسی: Michael Calvey؛ زادهٔ ۳ اکتبر ۱۹۶۷) کارآفرین اهل ایالات متحده آمریکا است، که در سال ۱۹۹۴ شرکت برینگ وستوک را تأسیس کرد.